# Friedrichsthal (Schwerin)
Friedrichsthal ist ein Ortsteil im Nordwesten der mecklenburg-vorpommerschen Landeshauptstadt Schwerin nördlich des Neumühler Sees. Im Norden grenzt das Gebiet an den Ortsteil Warnitz, im Osten an den Ortsteil Lankow. In Friedrichsthal befindet sich das gleichnamige barocke Jagdschloss, das gleichzeitig Wahrzeichen ist.

Der Ortsbeirat besteht aus acht Mitgliedern, deren Vorsitzender Rolf Bemmann ist.

## Geschichte

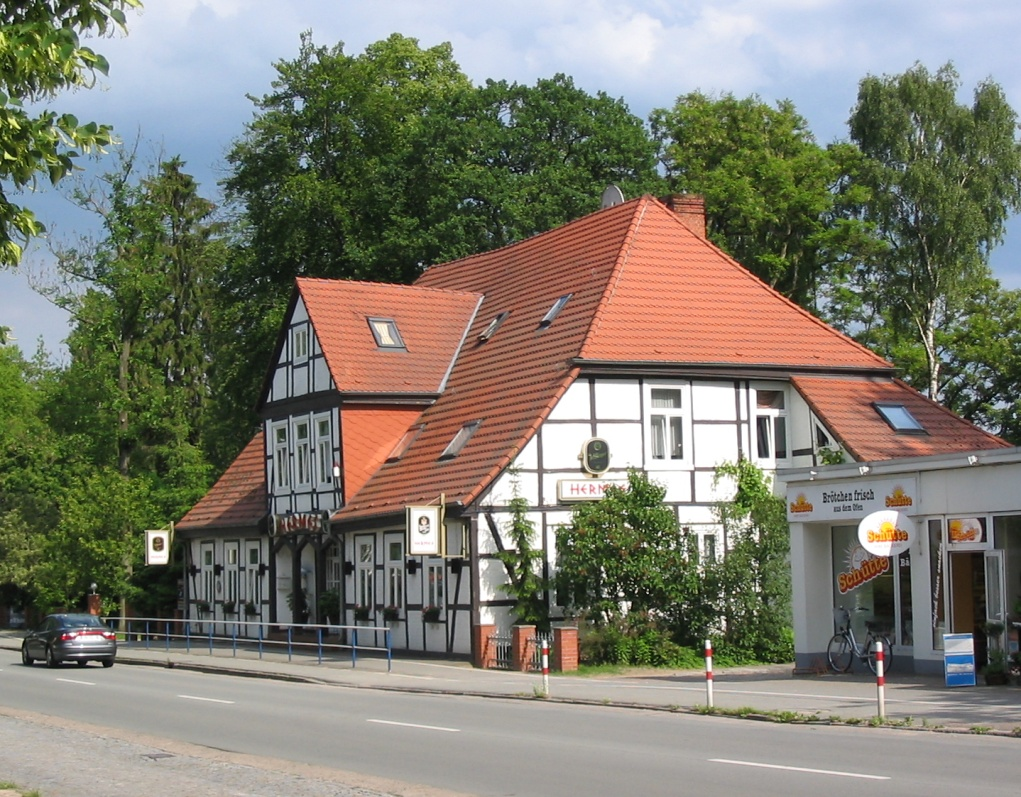
Ehemaliger Hellkrug, auch heute ein Gastronomiebetrieb

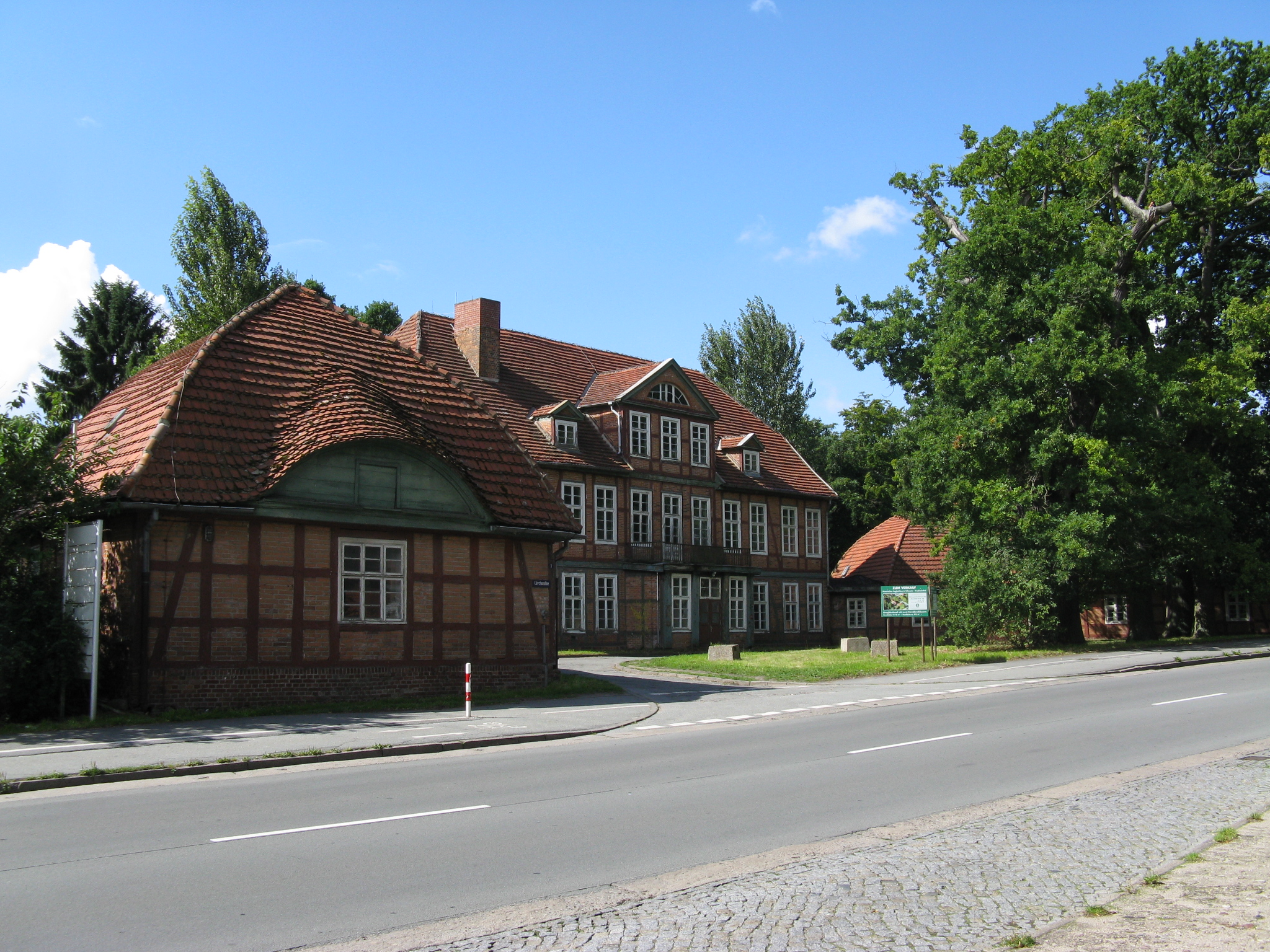
Jagdschloss Friedrichsthal

1722 wurde dem Wirt Joachim Meyer gestattet, an der Straße von Lankow in Richtung Gadebusch eine Gastwirtschaft namens „Hellkrug“ zu erbauen, dessen Nachfolgerbau bis heute erhalten ist und immer noch gastronomisch genutzt wird. Der damalige Name geht auf die Bezeichnung eines Teiches Hellborn in unmittelbarer Nachbarschaft zurück. Der Hellkrug und dessen Umgebung erfreuten sich wachsender Beliebtheit. Durch den Sohn des Krugbetreibers wurde 1746 eine Schmiede in direkter Nachbarschaft errichtet. 1790 pachtete Regierungsrat August Georg von Brandenstein den Hellkrug für 24 Jahre. Er erwarb westlich des Kruges Land und errichtete dort 1790 ein Sommerhaus in Form eines schlichten Fachwerkbaus. Dieses Gebäude wurde 1797 von Großherzog Friedrich Franz I. erworben, der es angesichts der wildreichen Umgebung zu einem Jagdschloss umfunktionierte. Friedrich Franz I. war es auch, der Friedrichsthal am 5. Oktober 1798 seinen Namen gab. Die Schlossanlage wurde 1798 um zwei Seitenflügel und später um die beiden Kavaliershäuser, die gegenüber dem Schloss auf der anderen Straßenseite stehen, für Jägermeister und Meute sowie um Ställe erweitert. 1805 wurde das Hauptgebäude um ein Stockwerk erhöht. Im Schloss hing eine aus Paris stammende bedruckte Tapete aus den Jahren 1814/15, auf der Jagdszenen abgebildet sind und die sich mit Unterbrechungen seit 1964 im Jagdschloss Friedrichsmoor befindet.
Das zu der Zeit marode Kruggebäude wurde 1799/1800 neu errichtet. Mit der Ausbreitung Schwerins in Richtung Lankow wurde die langgestreckte Dorfstraße zur Chaussee, an der erst in Lankow und später in Friedrichsthal Villen entstanden und an deren Seiten zahlreiche Lärchen gepflanzt wurden.

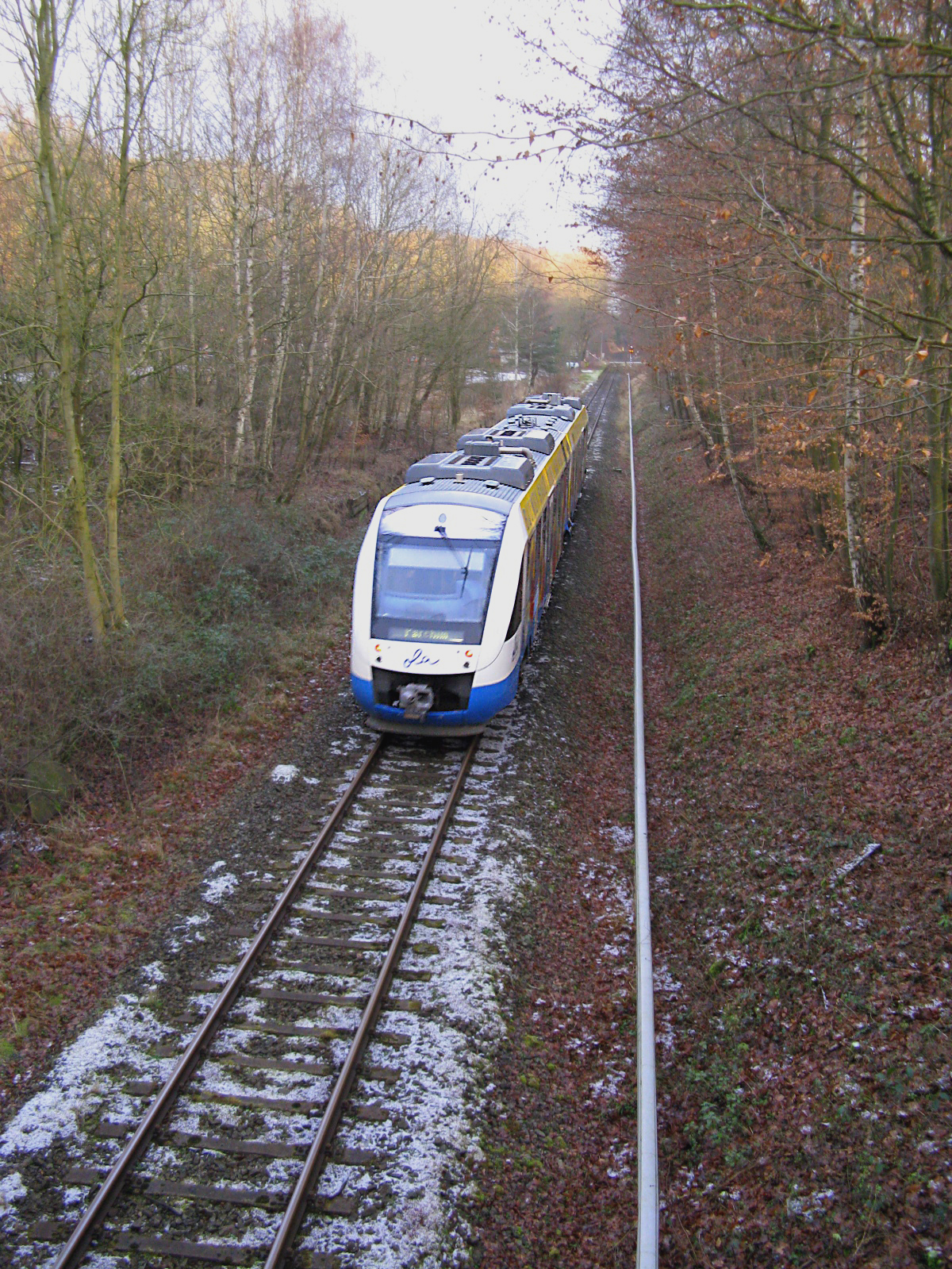
Bahnlinie im Friedrichsthaler Forst

Das Jagdschloss wurde vom Großherzog nur wenig genutzt und daher Vereinen und Bürgern zur Verfügung gestellt. Bemühungen der folgenden Jahre, das Schloss zu verkaufen, verliefen im Sande. 1914 kamen erholungsbedürftige Soldaten hier unter.
Mit Beginn des 20. Jahrhunderts entstanden neue Landhäuser, Gastwirtschaften, Häuslereien und Pensionen. Als Luftkurort war Friedrichsthal ein beliebtes Ausflugsziel der Schweriner. Dieses zeigt sich besonders in der Schaffung der Friedrichsthaler Bahnstation und der gegenüber liegenden ehemaligem Ausflugslokal. Einen herzoglicher Vorgängerhaltepunkt der Eisenbahn gab es in Verlängerung des Gartenweges im Wald. Die Einwohnerzahl stieg von 1875 bis 1933 von 40 auf 155. Die Eingemeindung nach Schwerin erfolgte 1936. Ab 1928 fungierte der ehemalige Hellkrug als Hotel, nach 1943 als Schwesternheim, nachdem im Jagdschloss ein Lazarett eingerichtet wurde. Während der Nazizeit wurde das Jagdschloss von der SA genutzt, sie baute in der Seebucht an der Waldschlucht ein großes Bootshaus mit einer Badeanstalt, das Bootshaus stand Anfang der 1960er Jahre noch. Durch die meterhohen Wasserspiegelschwankungen des Sees verfielen die Pfahlbauten dieser Anlagen. Die Wiedereröffnung der Gaststätte am Jagdschloss erfolgte 1951, nach Sanierungsarbeiten öffnete sie 1961 als Konsum-Gaststätte Waldblick. Das Jagdschloss fungierte ab 1945 als Tuberkuloseheilanstalt und schließlich bis zur Wende als Altenheim. Das seit 1993 leerstehende, inzwischen sanierungsbedürftige Gebäude wurde Ende 2010 an eine Berliner Investorin veräußert, die dort unter anderem ein Café plante.
Ab 1994 entstand im Ortsteil ein neues Wohngebiet. Damit wurde unter anderem versucht, potenziell stadtflüchtige Schweriner innerhalb der Stadtgrenzen zu halten. In den 2000er Jahren entstanden erste infrastrukturelle Einrichtungen, wie Kindergarten, Büro des Ortsbeirates und Supermarkt.

## Sehenswürdigkeiten
- Jagdschloss Friedrichsthal

## Verkehr
Friedrichsthal liegt an der Bundesstraße 104. Seit Fertigstellung eines Bauabschnittes der Schweriner Umgehungsstraße im September 2007 verläuft diese (B 106/B 104) an der östlichen Grenze des Ortsteils. Durch die Buslinien 17 und 18 ist Friedrichsthal in das Schweriner Nahverkehrsnetz eingebunden. Die nächsten Bahnhöfe an der Bahnstrecke Schwerin–Rehna befinden sich im benachbarten Stadtteil Warnitz.